# Арсенал (футбольный клуб, Тиват)
Арсенал — черногорский футбольный клуб, базирующийся в прибрежном городе Тиват, основанный в 1914 году. В настоящее время клуб выступает во Первой лиге Черногории.

## История

### 1914—1940
Клуб был основан в 1914 году и является вторым старейшим клубом после ФК «Ловчен». Клуб был создан как ФК «Орен». В 1930 году команда была объединена с другим клубом из Тивата — ФК «Зриньски». После слияния команда начала играть под названием «Арсенал». Название было получено от близлежащего военно-морского ремонтного завода «МРТЗ Сава Ковачевич», известного в просторечии как Арсенал. ФК «Арсенал» добился самых больших успехов в истории в период с 1925 по 1940 год. Команда из Тивата в то время играла в Чемпионате Черногории по футболу. Наибольшего успеха клуб добился в сезоне 1937 года, когда Арсенал завоевал титул чемпиона. «Арсенал» стал единственным клубом за пределами Подгорицы и Цетинье, завоевавшим титул чемпиона Черногории в период с 1922 по 1940 год. В 1941 году в Югославию пришла Вторая мировая война и Чемпионат не проводился до 1945 года.

### 1945—2006
В 1946 года Арсенал принял участие в первом сезоне Черногорской республиканской лиге. В сезоне 1955/56 клуб получил право участвовать во Второй лиге Югославии. Большую часть сезонов в период с 1958 по 2006 год «Арсенал» провел в Черногорской республиканской лиге.

### Независимая Черногория (2006—)
После обретения Черногорией независимости «Арсенал» стал членом Второй лиги. Клуб несколько раз вылетал в Третью лигу и возвращался обратно.
«Арсенал» трижды становился обладателем Кубка Южного региона (Региональные кубки Черногории — кубки среди клубов Третьей лиги, разбитый на три региональных зоны: Южную, Центральную и Северную).
По итогам сезона 2020/21 команда заняла второе место во Второй лиге и получила право участвовать в стыковых матчах за переход в Первую лигу, однако «Арсенал» проиграл оба матча ОФК «Петровац» и остался во Второй лиге.
В сезоне 2021/22 клуб вновь занял второе место. В стыковых матчах команда встречалась с ФК «Подгорица». По итогам двух матчей «Арсенал» получил право выступать в Первой лиге.

## Достижения
Чемпионат Черногории (1922—1940)
- победитель (1): 1937
- второе место (3): 1929, Весна 1930, Осень 1930

Черногорская четвёртая лига
- победитель (3): 1979/80, 1983/84, 1987/88

Кубок Южного региона
- победитель (3): 2009, 2010, 2011

Третья лига Черногории (Южный регион) — 3
- победители (3): 2011/12, 2016/17, 2017/18

Вторая лига Черногории
- второе место (2): 2020/21, 2021/22